# Fons d'inversió immobiliària
Un fons d'inversió immobiliària (FII; en anglès real estate investment trust, acrònim REIT i a l'Estat Espanyol conegudes amb l'acrònim socimi, 'societat cotitzada anònima d'inversió al mercat immobiliari') és una societat d'inversió que és propietària d'actius immobiliaris i els ingressos dels quals procedeixen fonamentalment dels seus lloguers. Cotitzen a la borsa i han de repartir dividends cada any.

## Introducció
El 1960 neixen als Estats Units els REIT, amb l'objectiu que les inversions a gran escala en béns immobles fossin accessibles també als petits inversors. La fórmula escollida consistia a equiparar la inversió en productes immobiliaris a la inversió a qualsevol altra indústria; és a dir, a través de la compra de valors. Per aquesta raó, encara que no estan obligats, la major part dels REIT són societats que cotitzen a Borsa de valors.
Els REIT, que han aportat un gran dinamisme als fons immobiliaris internacionals, ofereixen una exposició directa al mercat immobiliari, amb un alt grau de liquiditat i de transparència.
El fet de poder invertir internacionalment (excepte els REIT de Bèlgica i Hong Kong) genera multitud d'oportunitats com són l'ampliació de l'abast d'identificació i captura d'oportunitats immobiliàries globals, la diversificació del risc a través de l'elecció adequada de mercats poc correlacionats i l'estabilització del cicle immobiliari en tenir inversions en diferents estats del cicle.

## Característiques
- Gaudeixen d'avantatges fiscals pel que fa a les immobiliàries tradicionals.[4]

## Implantació a nivell mundial
Als anys 70 van entrar als Països Baixos i Austràlia. Avui són a Espanya, França, Bèlgica, el Canadà, el Brasil, Turquia, Singapur, el Japó, Mèxic, Malàisia, Israel, Taiwan, Corea, el Regne Unit, Hong Kong, Alemanya i Colòmbia. A Itàlia s'espera la seva aprovació per a finals del 2007, mentre que Finlàndia ja està estudiant com implementar-los.

### A l'Estat Espanyol
A Espanya, les socimis es regulen segons la llei 11/2009